# Ашкеназская синагога (Грозный)
Ашкеназская синагога в Грозном была построена в 1902 году на месте разрушенной во время наводнения молельни. В 1929 году синагога была закрыта, а впоследствии — перестроена и использована для светских целей.

## История
В середине XIX века в Грозном, на правом берегу Сунжи, появилась слободка горских евреев, вероятно, переселившихся из Дагестана. К 1866 году в ней проживало 453 мужчины и 475 женщин еврейского происхождения. В 1863 году, была построена ашкеназская синагога и в 1865 году, синагога для горских евреев. В 1875 году в слободке, почти на самом берегу реки, был построен молельный дом. В 1900 году молельню разрушило наводнение. В том же году на том же месте началось строительство синагоги, которое было завершено два года спустя, в 1902 году. На смену ей пришла большая купольная синагога, построенная из кирпича, расположенная между персидской мечетью и баней Митникова. По состоянию на 1883 год в Грозном располагалось 2 синагоги.
В начале 1930-х годов синагога была закрыта властями. Затем её перестроили, а внутри надстроили второй этаж. В 1937 году в этом здании открыли музыкальную школу. Впоследствии был снесён купол здания. В 1970-х — 1990-х годах в синагоге размещалось музыкальное училище. Здание было разрушено в ходе Первой чеченской войны.
В 1963 году синагога была закрыта.
Имена раввинов Грозненских синагог:
- С 1847 раввином в Грозного был Моше Царнис.[1][6]
- В 1860-х гг. одним из раввинов был Шауль Биниамини[1][6]
- С 1875 раввином был Исраэль бен Ашер[1][6]